# 天津市公安局安康医院
天津市公安局安康医院隶属于天津市公安局，位于天津市河北区建昌道34号，是三级甲等精神病专科医院。该医院是一所安康医院，是对危害社会治安的精神病人依法进行强制医疗的专门机构。除了强制医疗外，该医院还对外营业，收治各类精神病人和心理疾病患者，并进行戒毒、精神疾病司法鉴定、精神病社区防治、心理咨询和心理测查、戒酒等工作，还设有普通内科等科室。对抑郁症、精神分裂症、躁狂症、老年性精神障碍、戒酒和失眠等的治疗是该医院的特色专科。
这所医院是中国大陆成立较早、规模最大、医疗水平较高的公安机关精神病管治机构。该医院的医疗技术和管理水平受到过联合国世界卫生组织和世界20余个国家的专家学者的高度评价。
1987年冬，全国公安机关第一次精神病管治工作会议即在该院召开。此次会议形成的 《全国公安机关第一次精神病管治工作会议纪要》对中国公安机关精神病管治工作起到了重要影响。这次会议还成立了全国公安机关精神病管治工作协调小组，其常务办公机构就设在该医院。

## 沿革
该医院的前身是1950年天津市公安局和天津市卫生局共同设立的精神病管治所，收治对象是杀人、伤人、纵火或者其他严重危害社会治安的“武疯子”，卫生部门负责其日常业务。该所是1950年代中国大陆仅有的三家精神病管治机构（分别位于天津、杭州和西安）之一。1964年2月，天津市第五次市长办公会议决定成立天津市精神病人管治所，隶属于天津市公安局。1988年8月，该所正式更名为天津市公安局安康医院。1996年，该医院被评定为三级甲等精神病专科医院，是截至2004年全国唯一一所被评为三级甲等医院的安康医院。
1992年，在该院设立了天津市强制戒毒所。《中华人民共和国禁毒法》实施后，该所改称天津市强制隔离戒毒所。